# بيدرو أيالا
بيدرو أيالا (بالإنجليزية: Pedro Ayala)‏ هو كاتب أغاني وموسيقي أمريكي، ولد في 29 يونيو 1911 في General Terán, Nuevo León ‏ في المكسيك، وتوفي في 1 ديسمبر 1990.

## وصلات خارجية
- بيدرو أيالا على موقع IMDb (الإنجليزية)
- بيدرو أيالا على موقع ميوزك برينز (الإنجليزية)
- بيدرو أيالا على موقع أول ميوزيك (الإنجليزية)